# Картографска проекция
Картографската проекция представлява математическо изображение на точките от земната повърхност (или на всяка друга планета) върху плоскост, което е необходимо за създаването на географските карти. Съществуват много различни картографски проекции, тъй като създадените карти се използват за различни цели: например за мореплаването и въздушната навигация са необходими равноъгълни, а за кадастрални цели – равноплощни проекции. Освен това, няма проекция, при която в изобразяването на формата и големината на земните форми върху картата да няма деформации спрямо реалното оформление на земната повърхност.

## Математически израз
Съответствието между геодезичните данни на дадена точка с географска ширина B и географска дължина L и нейните декартови координати X и Y на картата се определя като:
{\displaystyle X=f1(B,L);Y=f2(B,L)}.
Конкретните реализации на функциите f1 и f2 са сложни, броят им е безкрайно голям, и следователно, разнообразието от представяния е неограничено.
Изходната аксиома в случая е, че сферична повърхност не може да се разгъне върху равнина без разкъсвания или без деформации – свиване и разтягане, различни по големина и направление. Поради това мащабът на картата на геоид не може да бъде еднакъв навсякъде по картата и се ползват спомагателните понятия главен мащаб и частен мащаб. Видовете деформации се изучават от математическата картография с цел да се направят проекции с най-малки деформации. За решаване на задачата картографите обикновено представят формата на Земята като ротационен елипсоид.

## Деформации
Във всяка проекция съществуват деформации, които се групират в четири вида:
- на дължините – мащабът на дължините и разстоянията е непостоянен в различните точки от картата и в различните посоки. Това е основната деформация и от нея произтичат останалите. Отклоненията в дължините означават, че мащабът на картата варира от точка към точка, и дори в една и съща точка в зависимост от посоката. За нагледно изобразяване на този ефект се въвежда елипса на деформациите;
- на площите – мащабът на площите в различните точки от картата варира и това изкривява размерите на обектите;
- на ъглите – ъглите между посоките в картата са различни от ъглите в местността;
- на формите – контурите на обектите на картата са деформирани и не са подобни на контурите в местността, което е следствие от деформацията на ъглите.

На картите с едър мащаб деформациите могат да са пренебрежимо малки, но могат да са значителни при дребномащабните карти.
Според вида на деформациите, възникнали при прехода от сферична повърхност към равнина, проекциите се делят на:
- равноплощни (запазват размера на площите на отделните обекти);
- равноъгълни (запазват размера на ъглите и формите на контурите) – наричани преди конформни;
- произволни – при тях размерът на площи и ъгли е деформиран в различна степен[1].

## Видове проекции
При проектирането на градусната мрежа върху плоскост се използват три вида помощни геометрични повърхнини, наречени проекционни повърхнини. Те биват равнинни, конични или цилиндрични, които слез проектирането се разгъват в плоскост. Различават се четири главни групи картографски проекции.

### Азимутални проекции
Азимуталните проекции се получават при проектиране на земната повърхност върху равнина, допирателна в някоя точка на земното кълбо. Названието азимутални се дължи на основното им свойство да не изопачават азимута на линиите, прекарани в равнината през точката на допиране. В зависимост от разположението на точката, от която излизат пространствени лъчи, азимуталните проекции биват полярни, екваториални и междинни.
Азимутални полярни
- паралелите са концентрични окръжности;
- меридианите са лъчи;
- на полюсите няма деформация, но към екватора са значителни;
- предназначена е за изобразяване на Северното и Южното полукълба.

Азимутални екваториални
- паралелите са дъги, а екваторът е права линия;
- меридианите са криви линии, свързващи двата полюса, изключение прави един, но не винаги (Гринуичкия).

Междинна
- паралелите и меридианите са дъги, части от окръжност;
- предназначени са за изобразяване на по-малки части от земната повърхност

Други видове азимутални проекции са: ортографски, стереографски и централни.
- Ортографска проекция, при която изходната точка на проектиране се намира в безкрайността;
- Стереографска проекция, при която изходната точка на проекционните лъчи се намира на повърхността на изходното тяло (получената проекция се отличава със своята равноъгълност)
- Централна проекция е тази, при която изходната точка на проекционните лъчи се намира в центъра на самото тяло (тя има приложение само при съставянето на астронавигационни карти).
- Равноплощна азимутална проекция на Ламберт. В тази проекция се издават карти на континентите и на полукълбата. По тях лесно и тоно се сравняват площите на континентите, на държавите и други обекти.[2]

### Конични проекции
При тях земната повърхност се проектира върху околната повърхнина на конус, която след това се разгъва. Най-известни са полярните конусни проекции. При тях има два случая – конусната повърхнина допира до изходното тяло и го сече по определени паралели. Допирният паралел или пък паралелите на сечението са единствени, точнодължжинни линии в проекцията. Отвъд тях деформациите нарастват. Меридианите са изобразени като прави линии, които лъчисто изхождат от общ център – върха на конуса. Паралелите са изобразени като концентрично разположени дъги от окръжност. Коничните проекции обикновено се използват за изобразяване на по малки територии – карти на отделни страни, карти на големи полуострови и др. Към тази група спада и многоконусната проекция за международната карта на света в мащаб 1:1 000 000. При нея проектирането на земната повърхност се извършва върху повърхнините на няколко наставени конуса с различни допирателни паралели.

### Цилиндрична проекция
При тях земната повърхност се проектира върху околната повърхнина на цилиндър, която след това се разгъва в плоскост. Докато при конусните проекции се различават предимно полярни видове, при цилиндричните изпъкват полярни, екваториални и междинни видове. цилитдричната повърхнина може да допира изходното тяло или да го пресича по определени линии. Тези линии са места без деформации, а отвъд тях деформациите нарастват. Меридианите и паралелите в полярните цилиндрични проекции се изобразени като взаимноперпендикулярни прави линии, като разстоянието между паралелите нараства към полюсите, а разстоянието между меридианите е еднакво. По този начин полюсите, които в действителност представляват точки, са разтеглени във вид на линии с дължина равна на екватора. Тази проекция се използва най-вече при съставяне на навигационни карти.
Най-известна и с голямо приложение особено в морските карти и във физикогеографските карти на целия свят е равноъгълната цилиндрична полярна проекция на Меркатор. Тя е предложена от холандския картограф Герардус Меркатор. В нея разстоянието между паралелите се увеличава с приближаването към полюсите, които въобще не може да се изобразят. Това се дължи на основния принцип, приложен от Меркатор – на определена географска ширина еднакво са удължени и паралелите и меридианите. По този начин в проекцията се запазват очертанията и ъглите на земната повърхност. За сметка на това предимство площите на изобразените континенти Европа, Азия, Северна Америка, Антарктида и особено приполярните райони са уголемени. Например остров Гренландия по размери се равнява на Африка, а всъщност е 15 пъти по-малък. В изработваните морски карти в тази проекция са представени местата с различни по величина деформации. В тези карти лесно се очертава във вид на права линия курсът или пътят на всеки кораб. Правата линия, която сече всички меридиани под еднакъв ъгъл се нарича локсодрома. Тя е много по-дълга от кривата линия, наречена ортодрома, която всъщност е най-късият път между две точки.
Друга много използвана проекция е екваториалната цилиндрична проекция на Гаус-Крюгер, която намира приложение при съставянето на едромащабни карти. Всички топографски карти у нас се изработват в такава проекция.

### Условни или математически проекции
Това са проекции, в които картографската мрежа се очертава само въз основа на определено условие. Те се използват при съставяне на дребномащабни карти. Най-известна е равноплощната елиптична псевдоцилиндрична проекция на Карл Молвайде (1774 – 1825). Тя е равноплощна и се използва предимно за съставяне на карти на целия свят. Паралелите са изобразени като прави линии, меридианите като криви линии, а цялата проекция има форма на елипса. За сметка на точната големина на изобразената земна повърхност очертанията ѝ са чувствително деформирани.
Съществуват и други видове проекции, например японският архитект Нарукава е създал може би най-точната досега световна карта, като разделя земната повърхност на 96 триъгълника, прехвърля ги върху тетраедър и разгъва последния в правоъгълник. Недостатъкът е, че координатната мрежа с дължините и ширините вече не изглежда по обичайния начин.